# Rancho de los Pachecos
Rancho de los Pachecos är en ort i Mexiko.   Den ligger i kommunen El Fuerte och delstaten Sinaloa, i den västra delen av landet, 1 200 km nordväst om huvudstaden Mexico City. Rancho de los Pachecos ligger 30 meter över havet och antalet invånare är 125.
Terrängen runt Rancho de los Pachecos är platt söderut, men norrut är den kuperad. Runt Rancho de los Pachecos är det ganska glesbefolkat, med 23 invånare per kvadratkilometer. Närmaste större samhälle är San Blas, 5,5 km öster om Rancho de los Pachecos. Trakten runt Rancho de los Pachecos består till största delen av jordbruksmark.